# Zeno Colò
Zeno Colò, né le 30 juin 1920 à Abetone, dans la province de Pistoia, en Toscane et mort le 12 mai 1993 à San Marcello Pistoiese, est un skieur alpin italien, inventeur de la position « en œuf », depuis utilisée par tous, pour réduire la résistance à l'air sur les skis.
Il est considéré comme l'un des meilleurs skieurs alpins de l'après-guerre, remportant notamment le titre olympique en descente en 1952 à Oslo, ainsi que les titres de Championnats du monde en 1950 et 1952 dans les épreuves de descente et slalom géant. Il détient également le record de ski de vitesse entre 1947 et 1959 avec une performance à 159,292 km/h. C'est sur son titre olympique qu'il est stoppé dans sa carrière en étant exclu pour des faits professionnels par la Fédération italienne de ski.
Après sa carrière, il devient moniteur de ski à Abetone et travaille au développement de la station de sports d'hiver dans la province de Pistoia.

## Biographie
Intégré à l'âge de 15 ans dans l'équipe d'Italie de ski alpin et membre de la patrouille de ski de Cervinia, Zeno Colò est considéré comme l'un des éléments d'avenir de la discipline en Italie. La Seconde Guerre mondiale interrompt les compétitions sportives durant laquelle Zeno Colò connaît l'emprisonnement.
Il renoue avec la compétition sportive à désormais 27 ans à la sortie de la guerre et s'impose comme l'une des stars du circuit blanc. Il réalise sur les pentes de Cervinia en 1947 le record de ski de vitesse, détenu alors par Leo Gasperl avec une performance à 159,292 km/h qui tiendra jusqu'en 1959, battu par Edoardo Agreiter et confirme sa montée en puissance à chaque compétition. Il innove alors les épreuves de ski alpin en adoptant la position dite « en œuf » permettant au skieur de réduire la résistance à l'air sur les skis. En mars 1947, il remporte également l'épreuve de la descente de l'Arlberg-Kandahar à Mürren, tandis que les Français Claude Penz et James Couttet remportent respectivement le slalom et le combiné.
Lors des Jeux olympiques de 1948, il ne parvient pas à remporter de médailles mais signe sur la Lauberhorn un succès de prestige.
Zeno Colò réalisa deux doublés inédits :
- champion du monde de descente et de géant en 1950,
- champion du monde de descente en 1950 et champion olympique de descente en 1952.

Il remporta également 2 fois le Kandahar en 1949 et 1951.

## Hommage
Le 7 mai 2015, en présence du président du Comité national olympique italien (CONI), Giovanni Malagò, a été inauguré  le Walk of Fame du sport italien dans le parc olympique du Foro Italico de Rome, le long de Viale delle Olimpiadi. 100 tuiles rapportent chronologiquement les noms des athlètes les plus représentatifs de l'histoire du sport italien. Sur chaque tuile figure le nom du sportif, le sport dans lequel il s'est distingué et le symbole du CONI. L'une de ces tuiles lui est dédiée.
L'astéroïde (58709) Zenocolò est nommé en son honneur.

## Palmarès

### Jeux olympiques d'hiver
| Épreuve / Édition    | Descente | Slalom géant                     | Slalom | Combiné                          |
| -------------------- | -------- | -------------------------------- | ------ | -------------------------------- |
| JO 1948 Saint-Moritz | Abandon  | Épreuve inexistante à cette date | 14e    | Abandon                          |
| JO 1952 Oslo         | Or       | 4e                               | 4e     | Épreuve inexistante à cette date |

### Championnats du monde
Les épreuves olympiques entre 1948 et 1982 sont considérées aussi comme des championnats du monde (ainsi un champion olympique sera automatiquement champion du monde).
| Épreuve / Édition    | Descente | Slalom géant                     | Slalom | Combiné                          |
| -------------------- | -------- | -------------------------------- | ------ | -------------------------------- |
| JO 1948 Saint-Moritz | Abandon  | Épreuve inexistante à cette date | 14e    | Abandon                          |
| Mondiaux 1950 Aspen  | Or       | Or                               | Argent | Épreuve inexistante à cette date |
| JO 1952 Oslo         | Or       | 4e                               | 4e     | Épreuve inexistante à cette date |

### Arlberg-Kandahar
- Vainqueur du Kandahar 1949 à Sankt Anton et 1951 à Sestrières
  - Vainqueur des descentes 1947 à Mürren, 1949 à Sankt Anton et 1951 à Sestrières